# (87271) Kokubunji
(87271) Kokubunji est un astéroïde de la ceinture principale.

## Description
(87271) Kokubunji est un astéroïde de la ceinture principale. Il fut découvert le 3 août 2000 au Bisei Spaceguard Center par le programme BATTeRS. Il présente une orbite caractérisée par un demi-grand axe de 2,57 UA, une excentricité de 0,13 et une inclinaison de 5,7° par rapport à l'écliptique.

## Compléments